# Кукурини
Кукурини (итал. Cucorini) су насељено место у Истарској жупанији, Република Хрватска. Административно је у саставу општине Пићан.

## Географија
Насељље се налази средишњем делу Истре 12 км од Пазина и 2 км од средишта општине Пићан.

## Историја
До територијалне реорганизације у Хрватској налазило се у саставу старе општине Лабин.

## Становништво
Према попису становништва из 2011. године у насељу Кукурини била су 192 становника који су живели у 58 породичних домаћинстава.
Кретање броја становника по пописима 1857—2001.
| година пописа   | 1857. | 1869. | 1880. | 1890. | 1900. | 1910. | 1921. | 1931. | 1948. | 1953. | 1961. | 1971. | 1981. | 1991. | 2001. | 2011. |
| Број становника | 0     | 0     | 91    | 160   | 157   | 166   | 0     | 0     | 269   | 315   | 260   | 234   | 212   | 192   | 207   | 192   |

Напомена: У 1857. 1869. 1921. i 1931. подаци су садржани у насељу Пићан.